# ملعب وونا تيكدي
ملعب وونا تيكدي ((بالبورمية: ဝဏ္ဏသိဒ္ဒိ အားကစားကွင်း)‏) هو ملعب كرة قدم يستضيف مسابقات ألعاب القوى، يقع في نايبيداو، ميانمار، يتسع لـ 30000 متفرج. تم افتتاحه في 2012.

## أهم الأحداث التي استضافها
- دورة ألعاب جنوب شرق آسيا 2013